# Саксаганская железнодорожная ветка
Саксаганская железнодорожная ветка — линия западной части Екатерининской железной дороги. Важная составляющая освоения и развития Кривбасса.

## История
В 1884 году по инициативе местного земства начал строиться первый участок со станцией Долгинцево и полустанком Саксагань длиной 7,1 версты.
В мае 1891 — ноябре 1893 года построен второй участок от станции Карнаватки до станции Роковатой, длина которого была 16,5 вёрст.
В 1893—1895 годах построен третий участок от станции Роковатой до станции Колачевского длиной 3,1 версты.
В 1899 году открыт четвёртый участок Колачевского—Пятихатка—Верховцево, его длина составила 85,4 версты.

## Значение
Железнодорожная ветка сыграла важную роль в развитии промышленности Кривбасса и южных регионов Российской империи.

## Характеристика
Вместе с Ингулецкой веткой входила в западную часть железной дороги.
Общие затраты на строительство составили 3 миллиона 606 тысяч рублей. В народе линия получила прозвище «шоколадная» из-за чрезмерных расходов на её строительство.